# Trechispora dimitica
Trechispora dimitica är en svampart som beskrevs av Hallenb. 1980. Enligt Catalogue of Life ingår Trechispora dimitica i släktet Trechispora,  och familjen Hydnodontaceae, men enligt Dyntaxa är tillhörigheten istället släktet Trechispora,  och familjen Sistotremataceae. Arten är reproducerande i Sverige. Inga underarter finns listade i Catalogue of Life.